# Ксиляриевые
Ксиляриевые (лат. Xylariales) — порядок аскомицетовых грибов из класса Sordariomycetes, подкласса Xylariomycetidae O.E.Erikss. & Winka, 1997. Грибы имеют хорошо развитую строму.

## Классификация
На январь 2020 года в порядок включают следующие семейства, а также множество родов incertae sedis:
- Anungitiomycetaceae
- Apiosporaceae
- Barrmaeliaceae
- Beltraniaceae
- Cainiaceae
- Castanediellaceae
- Clypeophysalosporaceae
- Clypeosphaeriaceae — Клипеосфериевые
- Coniocessiaceae
- Delonicicolaceae
- Diatrypaceae — Диатриповые
- Graphostromataceae — Графостромовые
- Hansfordiaceae
- Hyponectriaceae — Гипонектриевые
- Hypoxylaceae
- Iodosphaeriaceae — Иодосфериевые
- Leptosilliaceae
- Lopadostomaceae
- Lopadostomataceae
- Melogrammataceae
- Microdochiaceae
- Myelospermataceae — Миелоспермовые
- Nothodactylariaceae
- Oxydothidaceae
- Phlogicylindriaceae
- Pseudomassariaceae
- Pseudosporidesmiaceae
- Requienellaceae
- Robillardaceae
- Roselliniaceae
- Vialaeaceae
- Xyladictyochaetaceae
- Xylariaceae — Ксиляриевые
- Zygosporiaceae